# Lukáčovce
Lukáčovce est un village de Slovaquie situé dans la région de Nitra.

## Histoire
Première mention écrite du village en 1309.

## Démographie

### Évolution de la population
| Année:               | 1994. | 2004.   | 2014.   | 2024.   |
| -------------------- | ----- | ------- | ------- | ------- |
| Nombre de personnes: | 1037  | 1084    | 1142    | 1168    |
| Différence:          |       | +4,53 % | +5,35 % | +2,27 % |

| Année:               | 2023. | 2024.   |
| -------------------- | ----- | ------- |
| Nombre de personnes: | 1164  | 1168    |
| Différence:          |       | +0,34 % |